# Division 2 1954-1955
La stagione della Division 2 1954-1955 è stata la sedicesima edizione della Division 2, la seconda divisione del calcio francese. È stata vinta dal Sedan, che conquista il suo primo titolo.
Capocannoniere del torneo è stato Petrus van Rhijn (Valenciennes), con 40 gol.

## Classifica finale
|  | Pos. | Squadra        | Pt | G  | V  | N  | P  | GF  | GS | DR  |
|  | ---- | -------------- | -- | -- | -- | -- | -- | --- | -- | --- |
|  | 1    | Sedan          | 61 | 38 | 26 | 9  | 3  | 102 | 30 | +72 |
|  | 2    | Red Star       | 55 | 38 | 24 | 7  | 7  | 99  | 43 | +56 |
|  | 3    | Rennes         | 52 | 38 | 22 | 8  | 8  | 83  | 48 | +35 |
|  | 4    | Le Havre       | 49 | 38 | 19 | 11 | 8  | 74  | 54 | +20 |
|  | 5    | Valenciennes   | 47 | 38 | 20 | 7  | 11 | 90  | 66 | +24 |
|  | 6    | Angers         | 46 | 38 | 19 | 8  | 11 | 71  | 52 | +19 |
|  | 7    | Sète           | 43 | 38 | 15 | 13 | 10 | 40  | 30 | +10 |
|  | 8    | Rouen          | 42 | 38 | 17 | 8  | 13 | 59  | 47 | +12 |
|  | 9    | Olympique Alès | 36 | 38 | 12 | 12 | 14 | 54  | 52 | +2  |
|  | 10   | Nantes         | 35 | 38 | 13 | 9  | 16 | 69  | 78 | −9  |
|  | 11   | Béziers        | 35 | 38 | 12 | 11 | 15 | 48  | 65 | −17 |
|  | 12   | Tolone         | 34 | 38 | 12 | 10 | 16 | 53  | 78 | −25 |
|  | 13   | Stade Français | 33 | 38 | 12 | 9  | 17 | 59  | 71 | −12 |
|  | 14   | Cannes         | 31 | 38 | 9  | 13 | 16 | 55  | 67 | −12 |
|  | 15   | Pays d'Aix     | 30 | 38 | 10 | 10 | 18 | 54  | 80 | −26 |
|  | 16   | Besançon       | 29 | 38 | 13 | 3  | 22 | 72  | 96 | −24 |
|  | 17   | Montpellier    | 29 | 38 | 10 | 9  | 19 | 49  | 88 | −39 |
|  | 18   | Perpignan      | 26 | 38 | 10 | 6  | 22 | 45  | 66 | −21 |
|  | 19   | Grenoble       | 26 | 38 | 7  | 12 | 19 | 50  | 77 | −27 |
|  | 20   | CA Paris       | 21 | 38 | 4  | 13 | 21 | 38  | 76 | −38 |

Legenda:
      Promosso in Division 1 1955-1956.
  Partecipa agli spareggi promozione-retrocessione.
      Retrocesse.
Regolamento:
Due punti a vittoria, uno a pareggio, zero a sconfitta.

## Spareggi

### Spareggio promozione-retrocessione
La squadra classificatasi al 3º posto incontra la 16ª classificata di Division 1.
|       | Risultati |        | Luogo e data           |
| ----- | --------- | ------ | ---------------------- |
| Lilla | 1-0       | Rennes | Reims, 5 giugno 1955   |
| Lilla | 6-1       | Rennes | Parigi, 11 giugno 1955 |
|       |           |        |                        |